# Revue internationale de la propriété industrielle et artistique
La Revue internationale de la propriété industrielle et artistique ou RIPIA, créée en 1890 par l'Union des fabricants, association française de la défense de la propriété intellectuelle et de lutte contre la contrefaçon, est une revue juridique trimestrielle spécialisée dans la propriété intellectuelle.
Elle recense et synthétise la jurisprudence rendue par les instances françaises, européennes et étrangères en matière de propriété industrielle et de propriété littéraire et artistique. Chaque année, un numéro spécial est consacré au Forum européen de la propriété intellectuelle organisé à Paris.